# شيخوخة مبكرة
الشيخوخة المبكرة (بالإنجليزية: Progeria)‏ أو الشيخوخة المبكرة عند الصغار (المعروف أيضا باسم (متلازمة بروجيريا جيلفورد-هاتشينسون) أو HGPS اختصارًا، أو متلازمة بروجيريا)، ، هو اضطراب وراثي صبغي جسدي سائد نادر جدًا، حيث تظهر على الإنسان أعراضٌ تشبه أعراض الشيخوخة ولكن في سن مبكرة جدًا. متلازمة بروجيريا هي واحدة من عدة متلازمات بروجيرويدية. ومن يولد بهذا الاضطراب يعيش عادةً إلى منتصف سن المراهقة إلى أوائل العشرينيات. وهي حالة جينية تحدث عبر تحوّل في الجينات ونادرًا ما تُورّث باعتبار أن من يعاني منها عادةً لا يعيشون لفترة تمكنهم من الإنجاب.
على الرغم من أن الشياخ أو بروجيريا مصطلح ينطبق بمعناه الدقيق على كل الأمراض التي تشمل أعراض شيخوخة مبكرة، إلا أنها غالبًا تختص بالمصابين بمتلازمة بروجيريا هاتشينسون-جيلفورد (HGPS).
العلماء مهتمون بمرض بروجيريا بالذات لأنه قد يكشف معلومات مهمة حول عملية الشيخوخة الطبيعية.
أدلى تقرير عام 2003 في مجلة طبيعة (Nature)أن الشياخ قد يكون طفرة مستحدثة سائدة. يتطور خلال الانقسام الخلوي في بيضة ملقحة جديدة أو في أمشاج أحد الوالدين. وهو ناتج عن طفرات في جين LMNA (بروتين لامين أ،Lamin A protein) على الكروموسوم 1؛ الشكل المتحول من لامين أ معروف باسم بروجيرن. أحد المؤلفين، ليزلي غوردون، كانت طبيبةً لا تعرف شيئا عن مرض الشياخ حتى تم تشخيص ابنها به. تم تشخيص سام في عمر 22 شهراً. أسست غوردون وزوجها، طبيب الأطفال سكوت بيرنز، مؤسسة أبحاث الشياخ.

## الأعراض
في الأشهر الأولى من حياة المريض يبدو طبيعياً، إلى أن يبلغ الشهر الثامن، تبدأ أعراض الشيخوخة بالظهور بشكل متسارع، فتتجعد البشرة ويصبح لها مظهر الجلد القديم، ويصاب المريض بهشاشة العظام، ويتساقط شعر المصاب ويصبح أصلع في سن الرابعة، ولا يزيد طول الطفل أكثر من متر واحد، وتهرم الأعضاء الداخلية، ولا يزيد وزن الطفل المصاب بالبروجيريا أكثر من 16 كيلوغراماً، حتى لو وصل عمر المراهقة، وقد يشكو المريض من أمراض تصيب المتقدمين بالعمر، مثل تصلب الشرايين، بالإضافة إلى أمراض القلب الوعائية، كما أنّ حجم الدماغ يظهر ضخماً، مقارنة بالرأس والفك السفلي، ويتشابه مظهر الأطفال المصابين بالرغم من اختلاف العائلات والعروق.

## تاريخ المرض
بروجيريا كلمة يونانية الأصل تقسم إلى قسمين، (برو) التي تعني السابق بأوانه، و (جيريا) التي تعني التقدّم بالسن، تسبب الشيخوخة قبل الأوان، بحيث المصابين به يعيشون بمعدّل خمس عشرة سنة فقط، وتشبه مظاهر هذا المرض مظاهر الشيخوخة العادية، ولكن يكون تطوّر المراحل بتسارع كبير، بحيث يزيد معدّل العمر عند الأطفال من خمس إلى عشرة أضعاف، مقارنة بالوضع الطبيعي.
وقد تمّ وصف أول حالة من هذا المرض بشكل واضح عام 1886 من قبل جوناثان هاتشينسون  كما وصفت أيضًا بشكل مستقل عام 1897 من قبل هاستينغز جيلفورد. وسميت الحالة فيما بعد باسميهما فأصبحت (متلازمة بروجيريا هاتشينسون-جيلفورد).
أدت اكتشافات عدة إلى فهم هذا المرض بشكل أكبر، بل ربما فهم نهائي لكيفية علاجه.

## أسباب المرض
لا يمكن القول بأنّ مرض البروجيريا هو مرض وراثي؛ لأنّه لا ينتقل من الوالدين إلى المريض، ولكنه ينتج عن خلل وراثي، فتحدث طفرة جينيّة في الجنين خلال أشهر الحمل. وبقي الجين المسؤول عن هذا المرض مجهول لفترة زمنية طويلة، بسسب العديد من الصعوبات، منها عدد المصابين قليل وموزع بين مسافات بعيدة، مما زاد من صعوبة إجراء الدراسات، ولكن تمكن العلماء من معرفة السبب عام 2003، بعد أن درسوا المنظومة الجينية لعشرين مريض وذويهم، وكان هنالك تشابه بين 18 مريض يحملون التغيير نفسه، الواقع في جين لامينا (LMNA) الذي يقع على الكروموسوم الأول، وسبب الخلل كان استبدال قاعدة نيتروجينية واحدة، التي أدّت إلى تغيير الحمض الأميني غوانين إلى الحمض الأميني أدنين ممّا سبب ظهور المرض، فتغيير جين الأمينا أدّى إلى عدم قيامه بوظيفته، وهي إنتاج بروتين لامينا المسؤول عن سند ودعم الهيكل البنائي للنواة في الخلية. الإصابة بهذا المرض نادرة جداً، وقد تحدث مرة واحدة من كلّ ثمانية ملايين مولود، ووراثة هذا المرض نادرة جداً؛ لأنّ المصاب بالبروجيريا لا يعيش لفترة كافية تمكنه من الإنجاب.

## الأبحاث

### لامين أ
لامين أ يعتبر عنصرا رئيسيا من أحد البروتينات الموجودة الحافة الداخلية للنواة مسمى بصفائح نسيجية نووية (nuclear lamina) تساعد على تنظيم العمليات النووية مثل صناعة الحمض النووي الريبوزي RNA والحمض النووي DNA.
يحتوي بروتين البريلامين أ على CAAX box في نهايته الكربوكسيلية (حيث C هو السيستين و A يمكن أن يكون أيا من المركبات الحمضية الأليفاتية ). هذا يضمن أن يرتبط السيستين بمجموعة فرنيسول Farnesol ويسمح للبريلامين أ بربط الأغشية الخلوية، وتحديدا الغشاء النووي. بعدما يتمركز البريلامين أ في غشاء الخلية النووي، تحديداً في النهاية الكربوكسيلية للأحماض الأمينية، بما في ذلك السيستين المرتبط بالفرنيسول، تحصل لهم عملية الانشقاق بواسطة ببتيداز مخصص.
البروتين الناتج، لامين أ، لم يعد مرتبطاً بأي غشاء، يقوم بتنفيذ مهام داخل النواة.
مكان التعرف الذي يحتاجه الانزيم في HGPS ليقوم بعملية الانشقاق لبروتين البريلامين أ ليصبح لامين أ مصاب بالطفرة. لذلك لايمكن إنتاج لامين أ؛ فيتراكم البريلامين أ على الغشاء النووي، مسبباً تفككاً نووياً. ينتج عن هذا أعراض الشُياخ، بالرغم من أن العلاقة بين النوة المشوهة والأعراض لايزال غير معروف. 
قارنت دراسة بين خلايا مرضى HGPS وخلايا جلد لشباب وكبار سن طبيعين، أوجدت عيوباً مشابهة لمرضى HGPS وخلايا كبار السن، بما فيه down-regulation لبعض البروتينات النووية، ارتفاع تضرر الحمض النووي، و demethylation هستون، مؤدياً إلى إنتاج منخفضكروماتين مغاير.
تظهر الديدان الاسطوانية على مدى حياتها تطورات لامينية مماثلة لجميع خلايا HGPS ماعدا الخلايا العصبية والأمشاج.   تقترح هذه الدراسات أن عيوب لامين أ مرتبطة بالهرم الطبيعي.

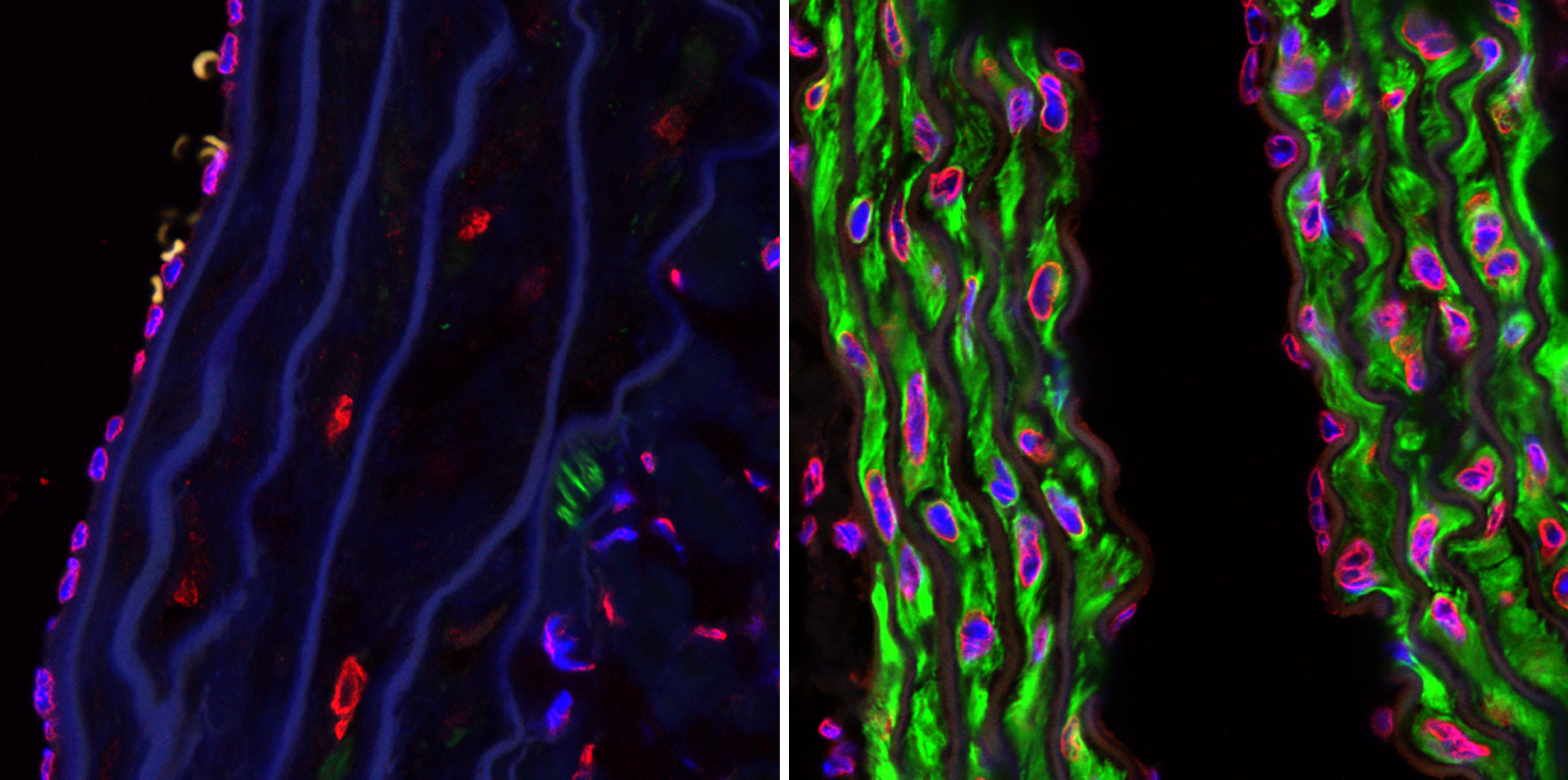
صور من مجهر متحد البؤر للأبهر النازل لفأرين مصابين بالشياخ بعمر الخمسة عشر شهراً، أحدهم لم يعالج (يسار) والآخر تم علاجه بـ FTI drug tipifarnib (يمين)

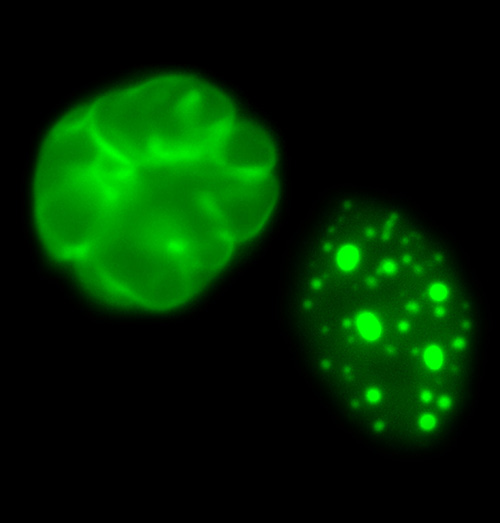
خلايا غير معالجة من أطفال يعانون من مرض الشياخ الوراثي (يسار) مقارنة مع خلايا مشابهة تم علاجها بـ FITs

يوجد نموذج لفأر مصاب بالشياخ، لكن الـ LMNA بريلامين أ في الفأر غير مصاب بالطفرة. فبدلا من ذلك، ZMPSTE24،  الببتيداز المطلوب لإزالة النهاية الكربوكسيلية من بريلامين أ مفقود. كلتا الحالتين تؤدي إلى تراكم البريلامين أ المرتبط بالفرنسيل على الغشاء النووي وعلى الـ LMNA المتفكك نووياً. استخدم فونغ وآخرون مثبط الانزيم الناقل للفرنسيل (farnesyl transferase inhibitor (FTI) farnesyl في نموذج الفأر لكبح عملية ربط البروتين مع الفرنسيل في بريلامين أ. كان للفأر المعالج قبضة أقوى واحتمال أقل للإصابة بكسور في الأضلاع وقد يعيشون لفترة أطول من الفئران الغير معالجة.
هذه الطريقة لاتعالج السبب الكامن وراء الشياخ بشكل مباشر. فهي تمنع بريلامين أ من الانتقال إلى النواة في المقام الأول؛ بحيث لا يمكن للبريلامين أ أن يتراكم على الغشاء النووي، ولكن بشكل مساوٍ لذلك، لا يوجد إنتاج طبيعي للأمين أ في النواة. لا يبدو لامين أ ضرورياً للحياة، فالفئران الذين لاتوجد لديهم  LMNA  لاتظهرعليهم أي أعراض جنينية (ووضع الحجر-دريفوس العضلي Emery–Dreifuss muscular dystrophy مثل ضمور بعد الولادة). وهذا يعني أن البريلامين أ تراكم في المكان الخاطئ، بدلا من فقدان لامين أ وظيفتة الطبيعية، الذي يسبب المرض.
كان مفترضاً أن جزءا من سبب عدم فعالية العلاج بـ FIT كحمض الألندرونيك بسبب الـprenylation الذي يحصل بواسطة geranylgeranyltransferase. لأن الستاتين يثبط  geranylgeranyltransferase، تم تجربة مزيج من FTI والستاتين، وقد أظهرت تحسناً ملحوظاً «ظواهر الشبيهة بالهرم في metalloproteinase Zmpste24 في الفئران، بما في ذلك تأخر النمو، وفقدان الوزن، والحثل الشحمي، وفقدان الشعر، وعيوب العظام مثل الشيخوخة».